# Recompensa (álbum)
Recompensa é o décimo terceiro álbum de estúdio da cantora brasileira Cassiane, lançado em 2001 pela MK Music, com produção musical e arranjos de Jairinho Manhães. Considerado um dos discos mais notáveis da carreira de Cassiane, a obra contém as canções "500 Graus", "Recompensa" e "Minha Bênção", algumas das músicas mais conhecidas da intérprete.
O álbum marcou também a segunda gestação da cantora que novamente esteve em estúdio ainda grávida, o que segundo a artista não atrapalhou o processo de gravação. Em 2002, o projeto foi premiado no Troféu Talento na categoria Melhor Álbum Pentecostal e Cassiane venceu na categoria Melhor Cantora. A crítica, ao longo dos anos, também considerou Recompensa um dos pontos altos de sua carreira, sendo eleito o 71º melhor disco da década de 2000, de acordo com lista publicada pelo Super Gospel.
Em 2014, o disco foi lançado nos canais digitais de música.
''Minha Bênção'' também seria regravada posteriormente pelo Padre Marcelo Rossi, no ano de 2006.

## Lançamento e recepção
| Críticas profissionais | Críticas profissionais |
| Avaliações da crítica  | Avaliações da crítica  |
| Fonte                  | Avaliação              |
| ---------------------- | ---------------------- |
| O Propagador           | [ 2 ]                  |

Recompensa foi lançado pela gravadora MK Music em 2001 e não recebeu avaliações contemporâneas da mídia especializada. Apesar disso, ao passar dos anos, o projeto recebeu considerável atenção da crítica, especialmente pelo sucesso em seu nicho. Em 2015, com cotação de 4,5 estrelas de 5, o portal O Propagador classificou o álbum como uma continuação bem-sucedida do anterior Com Muito Louvor (1999) e destaca as faixas “500 Graus”, “Recompensa”, “Minha Bênção” e “Aqui tem Glória”.

## Faixas
| N.º | Título               | Compositor(es)           | Duração |  |
| 1.  | "Muita Unção"        | Elizeu Gomes             | 5:08    |  |
| 2.  | "Deus Faz"           | Marcelo Manhães          | 3:29    |  |
| 3.  | "Recompensa"         | Rozeane Ribeiro          | 3:54    |  |
| 4.  | "Dia Inesquecível"   | Rayssa e Ravel           | 5:42    |  |
| 5.  | "Aqui Tem Glória"    | Flávia Afonso e Cassiane | 4:47    |  |
| 6.  | "Não Reclame"        | Samuel e Waldison        | 4:28    |  |
| 7.  | "500 Graus"          | Wilmar Siqueira          | 5:27    |  |
| 8.  | "Eis-me Aqui"        | Alexandre Rezende        | 5:03    |  |
| 9.  | "Razão do Meu Viver" | Sofia Cardoso            | 5:36    |  |
| 10. | "Minha Bênção"       | Isael dos Santos         | 4:24    |  |
| 11. | "Vitória Pra Você"   | Cassiane e Umberto Elias | 2:59    |  |
| 12. | "Deus Responde"      | Vânia dos Santos         | 4:35    |  |
| 13. | "Vai, Povo Meu"      | Josias Barbosa           | 4:38    |  |
| 14. | "Cristo Está Comigo" | Marquinhos Menezes       | 5:04    |  |

## Clipes
- "Recompensa"
- "Minha Bênção"

## Ficha Técnica
- Gravado, mixado e masterizado no Reuel Studio - RJ
- Produção executiva: MK Publicitá
- Produção musical e arranjos: Jairinho Manhães
- Mixagem nas músicas 1, 3, 7, 8, 10, 11, 12, 13 e 14: Gere Fontes Jr.
- Mixagem nas músicas 2, 4, 5, 6, e 9: Paulo Fontes.
- Masterização: Gere Fontes Jr.
- Programação de loop: Rogério Vieira e Gere Fontes Jr.
- Bateria: Sidney Pires (Sidão)
- Baixo: Marcos Natto
- Pianos: Rogério Vieira
- Teclados: Rogério Vieira e Jairinho Manhães
- Violão aço: Mindinho
- Violão nylon: Mindinho e Mauro Costa
- Guitarra nas músicas 6, 7, 10, 12 e 14: Mindinho
- Guitarra nas músicas 1, 4, 9 e 11: Sérgio Knust
- Percussão: Zé Leal
- Acordeon: Agostinho Silva
- Trompete e flugel: Márcio André e Marlon
- Trombone tenor e baixo: Robson Olicar
- Sax alto, tenor e barítono: Marcos Bonfim
- Bombardão: Lenilton
- Flautas: Jairinho Manhães
- Violinos: Ivan Quintana, Carmela de Mattos, Milena Baynova, Ubiratã Ferreira, José Eduardo, Ricardo Jerônimo, Catherine Culp, Daniel Fidel, Verônica Veliz e Pedro Mibielli
- Violas: Paulo Molinas e Willian Frank
- Violoncelo: Fernando Bru Pesce
- Back vocal: Cassiane, Eyshila, Jozyanne, Kátia Santana, Betânia Lima, Vânia Santos, Vanda Santos, Marquinhos Menezes, Roby Olicar e Isael dos Santos
- Participação especial na música "Vai, Povo Meu": Grupo Baluartes de Louvor
- Participação especial nas músicas 8 e 14: Coral Renasom
- Fotos: Sérgio Menezes
- Criação de capa: MK Publicitá